# الحباب (عين العرب)
الحباب قرية سوريّة تتبع إداريّاً لمحافظة حلب منطقة عين العرب ناحية مركز عين العرب، بلغ تعداد سكانها 756 نسمة حسب التعداد السكاني لعام 2004.